# Gradius V
Gradius V (グラディウスV Guradiusu V?) es un matamarcianos publicado por Konami para PlayStation 2, último videojuego hasta el momento de la saga Gradius. El juego destaca por su gran mejora gráfica, jugabilidad expandida, y, sobre todo, por ser menos frustante para el jugador. Gradius V hizo su primera aparición en el E3 del 2003, y fue finalmente lanzado en el año 2004, también fue relanzada para la PlayStation Network de PlayStation 3 en 15 de abril de 2015 solo en Japón.

## Historia
La historia comienza en el año 8010 de la era Gradius, cuando una estación espacial militar es atacada por las fuerzas de Bacterion mientras orbitaban el planeta Gradius. Como parte del contraataque, la nave de combate Vic Viper se lanza para repeler el ataque. Tras destruir diversos objetivos, dos naves aparecen a través de una distorsión espaciotemporal. Una se identifica como Vic Viper, mientras que la otra no es identificable, pero sí enorme y pretende estrellarse contra el planeta. La recién llegada Vic Viper informa de que necesita tu ayuda, y, para detenerlos, hay que entrar por dos lugares diferentes, y destruir dos núcleos a la vez. Ambas se lanzan al ataque, intentando salvar el planeta.

## Jugabilidad
Se han modificado muchos aspectos en esta nueva entrega, generalmente con el objetivo de disminuir la frustración y aumentar la espectacularidad. Uno de los más importantes es el cambio del área de colisión de la nave, reduciéndose a un píxel en el centro de la nave. Esto significa que sólo los disparos recibidos de lleno destruirán nuestra nave, permitiendo avanzar por sitios muy estrechos, pasar entre dos disparos muy próximos, etc. Esta área de colisión aumenta bastante con el escudo activado, para que el juego no sea demasiado fácil.
También se incluye una opción de resucitación, que permite a los jugadores elegir entre aparecer en un checkpoint o en el mismo lugar que murieron tras perder una vida. Con la opción de resucitar en el mismo punto de la muerte, los Option permanecerán en pantalla un corto periodo de tiempo, al estilo de Salamander. Esto hace que las lluvias de jefes no sean tan difíciles, y disminuye drásticamente las situaciones de impotencia.
Además, la habilidad Speed Up mejora ahora cíclicamente. Tras aumentar al máximo la velocidad de la nave, el texto Speed Up cambiará a Init Speed, que, una vez seleccionado, reiniciará la velocidad de la nave al mínimo. Se incluye también el disparo rápido, aparecido solo en los recopilatorios. Por último, se reincorpora el Modo Edición (Weapon Edit), desaparecido tras Gradius III. Este es desbloqueado tras acabar el juego al menos una vez.

### Sistema de armas
Este juego se distingue por la adición de un atributo a los Option, que les da la posibilidad de controlarlos de diversas maneras:
- Type 1: Freeze: Permite congelar los Option en su formación actual mientras se pulse el botón Option. Esto permite crear formaciones específicas, unir todos los disparos en uno o mantener un Option en una zona a la que Vic Viper no pueda llegar.
- Type 2: Direction: Al presionar el botón Option, se puede controlar la dirección de disparo de los Option, pudiendo girarlos hasta 360°. Esto permite atacar en diversos ángulos a tu gusto, pero deja tu nave indefensa mientras los giras.
- Type 3: Spacing: Coloca los Option en una formación específica sobre la nave y debajo de esta. La distancia se puede aumentar o disminuir con el botón Option.
- Type 4: Rotate: Hace que los Option giren en círculos alrededor de la nave, produciendo una especie de escudo ante todo lo que sea destructible. Se puede variar el sentido de giro usando el botón Option.

### Niveles
- Stage 1: Satellite Orbital Sky. Un contraataque en el espacio cercano a la base. Pequeñas tropas atacarán, así como una especie de esferas de variable tamaño. Tras sobrevivir a todos ellos, tendrás que enfrentarte a Big Core Mk-I Rev.2, una enorme nave con forma de media luna, que lanzará multitud de disparos en todas direcciones, aparte de hacer algunos giros que pueden resultar fatales. Tras la primera vuelta del juego, está formado por dos naves y es una circunferencia completa.
- Stage 2: Battleship Part 1. Persigues a la enorme nave, y consigues colarte en su interior. Dentro todo estará repleto de los enemigos clásicos de la saga, así como unos cuantos Golem salidos de Salamander. El nivel incluye también algunos giros en el scroll. Tras destruir uno de los ojos del cerebro que controla la nave, tu nave seguirá adelante para combatir con una serie de jefes. El primero es Death Mk-III, nave salida de Salamander, que lanzará misiles, disparos y un potente láser contra ti. Luego saldrá Tetran, otro clásico de la saga salido del mismo juego. Esta vez tiene tres formas de ataque, siendo una de ellas una peligrosa lluvia de láseres. Después aparecerá Big Core Mk-II, salido de Gradius II que funcionará de manera similar a otras entregas. Por último, Big Core Mk-IV, el verdadero jefe de la zona, que te pondrá en un combate complicado con sus dos arpones, sus dos láseres ondulatorios, múltiles láseres persecutorios, siendo un enemigo difícil de abatir.
- Stage 3: City Underground Stratum. Un nivel mecánico repleto de giros en el scroll. Todo tipo de enemigos te atacará sin piedad, llenando la pantalla de molestos disparos. Por el camino atacarán varios Big Core salidos del primer Gradius. La última parte será todo el rato hacia abajo, y saldrá Ground Spider, jefe del nivel. Éste es una araña mecánica, que lanzará multitud de disparos mientras intenta aplastarte. Incluye potentes láser que acabaran contigo con o sin escudo, obligando a ponerte a cubierto.
- Stage 4: Bacterion Cell Hub. Clásico nivel celular. Aquí encontrarás diversos clásicos enemigos sacados de toda la saga. Esferas con brazos te cerrarán el paso, infinitos gusanos saldrán de la masa viviente. Tendrás que abrirte paso a través de paredes celulares hasta que te encuentres con Huge Heart, un enorme corazón protegido por cuatro salientes que usarán láseres, fuego, balas, colmillos y otro tipo de ataques contra ti. Cabe destacar que el corazón cuenta con un escudo destructible que se renueva periódicamente.
- Stage 5: Asteroid Front Base. Una zona de asteroides que cubre a una estación espacial, de la que tendrás que abrirte paso a través de ellos, así como de las infinitas tropas que te atacarán. Un montón de sitios en el mapeado se moverán o girarán debido a los impactos, y tendrás que buscar huecos para avanzar. Cuando llegues a la zona más densa de meteoritos, aparecerá Blaster Cannon Core, una nave que lanzará una auténtica lluvia de disparos contra el jugador. Así, se deberán esquivar los meteoritos, los disparos, y sus potentes láser, sin mencionar la tarea adicional de destruir al jefe de la zona.
- Stage 6: Bacterion Multiplication Factory. Una nave repleta de un extraño líquido gelatinoso verde nocivo. Tendrás que atacar a las tropas mientras esquivas o destruyes el líquido, que se moverá en diversas direcciones. Los movimientos de la nave girarán el scroll, y acabarás yendo marcha atrás, teniendo que ingeniártelas para atacar por la espalda. Si sobrevives, aparecerá Rolling Core, una peligrosa nave de Gradius IV, que disparará láseres en muchas direcciones. Tras ella vendrá Circle Core, una peligrosa esfera que lanzará láseres y cañones contra ti, mientras gira junto al escenario. Si sobrevives, aparecerá Big Core Mk-III, salido de Gradius III, que usará de nuevo sus láseres en zigzag y otro tipo de ataques. Al final, surgirá Covered Core Mk-II, una enorme esfera con diversos núcleos que lanzará misiles y láseres por todos lados.
- Stage 7: Bacterion Fortress Hub. Base mecánica de final del juego. Te enfrentarás a un impresionante número de tropas, incluyendo una lluvia de Big Core, una oleada de centenares de naves... Al entrar en la nave comenzará una zona de velocidad, con puertas que se cierran, enemigos por todos lados... Te encontrarás con Beacon, un jefe salido de Gradius III de Super Nintendo. Éste usará explosiones, disparos y láseres que rebotan contra ti. Tras acabar con él, tendrás una zona más relajada llena de enemigos, zonas que se mueven, etc. Al final llegarás a una zona con minas que te persiguen, y saldrá Keepers Core, una enorme puerta acorazada móvil. Tendrás que destruir sus cañones mientras evitas las fuerzas gravitatorias, y luego destruir sus tres núcleos en una carrera. Potentes láseres surcarán la pantalla, necesitando usar las esferas mecánicas  del entorno para ponerse a cubierto. Tras destruirlo, aparecerá Elephant Gear, una bestia mecánica que te dejará poco espacio para avanzar. El nivel acaba poco después, con una pequeña sorprendente escena.
- Stage 8: Battleship Part 2. De vuelta al segundo nivel, pero con la otra nave Vic Viper. El nivel es similar, con más disparos, naves, y situaciones más arriesgadas. Tras destruir al otro núcleo, Venom hablará contigo, para morir momentos después.

## Desarrollo
Gradius V es el resultado de la colaboración entre Konami Computer Entertainment Tokyo y Treasure Co. Ltd, compañía fundada por trabajadores de Konami en 1992. Gradius V tuvo diversos cambios durante el ciclo de desarrollo, intentando diferenciar esta entrega del resto. El productor, Yashushi Takano, admitió en una entrevista del DVD promocional Gradius Breakdown que la fórmula tradicional de la saga Gradius había quedado obsoleta, y necesitaba un cambio de dirección. También admitió que la mayoría del trabajo mostrado hasta el momento no era tan impresionante como lo que llegaría después. También se planeaba una versión arcade, que nunca vio la luz debido a problemas a la hora de cumplir las fechas.

## Extras
Se incluyeron una serie de extras en la versión japonesa para fomentar la compra de Gradius V. El 9 de abril de 2004, Konami anunció que un DVD denominado Options iba a regalarse a aquellos que reservaran el juego en Japón, cuyo contenido abarca entrevistas con el equipo de desarrollo, una galería de arte, y un video jugado a máxima dificultad sin ningún fallo del nivel 5. Para incentivar aún más a los compradores, Konami reveló más tarde que se incluiría también el libro promocional The History of Vic Viper (la historia de Vic Viper), que reúne la historia y sistema de armas de la nave Vic Viper, así como un DVD con más contenido adicional, llamado Gradius DVD The Perfect. Todos esos productos llegaron exclusivamente a Japón.

## Banda sonora
La banda sonora fue producida por el compositor libre de música de videojuegos Hitoshi Sakimoto, quien admitió que era un trabajo honorable pero estresante. También reveló que se le hicieron peticiones específicas respecto al estilo de las melodías, y el resultado son una serie de remixes de anteriores Gradius, así como melodías completamente nuevas de un estilo similar.
La banda sonora fue lanzada aparte como Gradius V Soundtracks por Konami Media Entertainment el 18 de agosto de 2004.